# روبرت السالزبورغي
روبرت السالزبورغي (بالألمانية: Rupert von Salzburg)‏ (أيضاً، روبريخت، رودبريهت، رودبيرتوس، روبيرت) (660؟ - 710) هو قديس في كلا من الكنيسة الرومية الكاثوليكية والكنيسة الأرثوذكسية الشرقية، ومؤسس للمدينة النمساوية سالزبورغ، وبهذا يُعتبر أول أسقف لها، وكان معاصراً لتشيلدبرت الثالث، ملك الفرنجة.

## حياته
روبرت السالزبورغي يعتبر سليلاً لعائلة ميروفينيان الفرنكية، كان أسقفاً لفورمز، في الفترة حول عام 976 م. وعُرف عنه أنه كان رجلاً بسيطاً، حصيفاً وتقياً، راجح العقل والرأي، مُجدّاً وبعيد النظر، حتى أن خصاله الحميدة وصلت لمسامع ثيودو الثاني، دوق بافاريا، فعيّنه هذا ليرأس الحركة الكنسية البافارية. و كانت لا تزال بافاريا تعاني من الشوائب الوثنية، وليست مسيحية بالكامل، ويقال أن المدينة استقبلته بحرارة، وهناك عمّد بنفسه ثيودو دوق بافاريا، كما عمّد عدداً من النبلاء الآخرين، وبعد نجاح حملته التبشيرية انتقل إلى مدينة آلتوتينغ، حيث قام بتنصير سكّانها، وبعد أن نصّر مساحات شاسعة من الدانوب، عمل روبرت السالزبورغي على توفير التعليم للعامة وعدد من الإصلاحات الأخرى، وقد طلب من دوق بافاريا أن يمنحه مدينة خوفافام، لأجل حملاته التبشيرية، والتي غيّر اسمها إلى سالزبورغ الحالية.
مات روبرت السالزبورغي في أحد الفصح، عام 710.

## تكريمه
بحسب الكنيسة الكاثوليكية، يعتبر 27 مارس عيداً للقديس روبرت السالزبورغي، وفي النمسا يُحتفل به في 24 سبتمبر.

## معرض صور

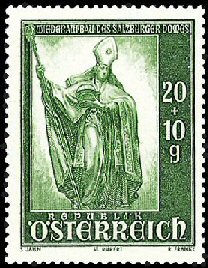
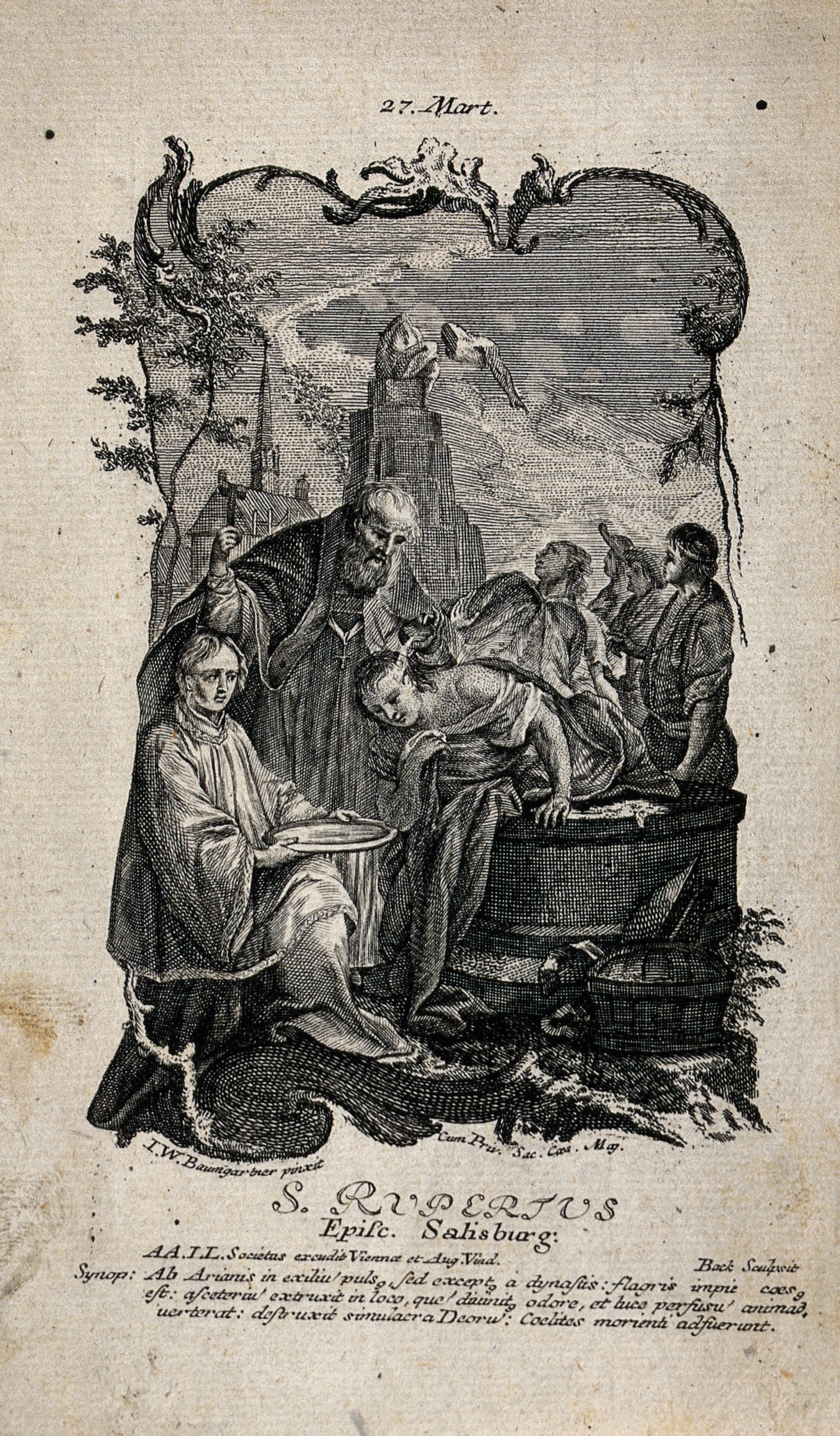
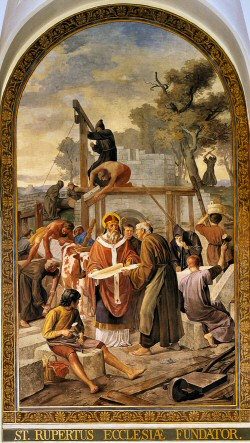

## وصلات خارجية
Lives of Sts. Robert (Rupert) and Erendruda